# Kurt Amend
Kurt Amend (* 2. Dezember 1904 in Berlin; † 26. Oktober 1977) war ein deutscher Kriminalpolizist und SS-Führer. Zur NS-Zeit war er Cheffahnder im Reichskriminalpolizeiamt und in der Bundesrepublik Deutschland in gleicher Funktion beim Bundeskriminalamt beschäftigt.

## Frühe Jahre
Amend war der Sohn eines Optikers. Seine Schullaufbahn beendete er 1923 am Luisenstädter Realgymnasium in Berlin mit der Reifeprüfung und begann danach ein Chemiestudium in Berlin, das er nach zweijähriger Unterbrechung in Halle und Berlin fortführte. Nachdem er im Februar 1929 das Studium ohne Abschluss beendet hatte, meldete er sich für den Polizeidienst und bestand im April 1929 im Polizeipräsidium Berlin die Eignungsprüfung zum Kriminalkommissaranwärter. Danach war er bis 1932 arbeitslos und bestritt seinen Lebensunterhalt mit Gelegenheitsarbeiten. Anfang April 1932 trat Amend bei der Berliner Polizei seine Ausbildung zum Kriminalkommissar an und wurde nach erfolgreicher Prüfung Mitte März 1935 zum Kriminalkommissar befördert. Von September 1934 bis zum Kriegsende im Frühjahr 1945 war er durchgehend im Preußischen Landeskriminalpolizeiamt bzw. der 1937 daraus hervorgegangenen Zentralinstanz, dem Reichskriminalpolizeiamt (RKPA), tätig.

## Zeit des Nationalsozialismus
Nach der Machtübergabe an die Nationalsozialisten trat er im Frühjahr 1933 der SA und zum 1. August 1935 trotz Mitglieder-Aufnahmesperre der NSDAP bei (Mitgliedsnummer 3.672.449). Im August 1937 wurde er Mitglied der SS (SS-Nummer 290.176) und im Monat darauf folgte seine Aufnahme in den SD. Eingesetzt war er hier als Hilfskraft in der Zentralabteilung III 2. Im April 1943 wurde er zum SS-Sturmbannführer befördert, dem höchsten Rang, den er innerhalb der SS erreichte. 1939 war er noch Mitglied im NSFK, NSRL, Reichskolonialbund, Volksbund für das Deutschtum im Ausland, RDB und der NSV.
Amend war während des Zweiten Weltkrieges vom Militärdienst zurückgestellt. Er wurde Anfang Januar 1940 zum Kriminalrat und Anfang April 1944 zum Kriminaldirektor befördert. Als Hauptreferent in der Gruppe V C des RKPA war er ab August 1942 Stellvertreter des Gruppenleiters Richard Schulze. Amend war Spezialist für Erkennungsdienst und Leiter des gesamten Fahndungswesens für das Deutsche Reich und die besetzten Gebiete. In seinen Zuständigkeitsbereich fielen die „Fahndungszentralen, die Schriftleitung des Kriminalpolizeiblatts, die Reichshandschriftensammlung, die Reichszentrale für das Erfassungswesen und das sogenannte Hundewesen.“ Amend war somit u. a. verantwortlich für die Koordination von Fahndungen nach Personen, die unter Maßnahmen zur vorbeugenden Verbrechensbekämpfung fielen, Widerstandskämpfer waren oder zur Kriegsfahndung (untergetauchte Zwangsarbeiter, flüchtige Kriegsgefangene, Deserteure) ausgeschrieben waren. Amend galt als überaus befähigt und weltanschaulich gefestigt und wurde in einer Beurteilung von Ende Januar 1943 als einer der besten Beamten des RKPA bezeichnet. Ende Januar 1944 wurde er mit dem Kriegsverdienstkreuz I. Klasse ausgezeichnet.

## Nachkriegszeit
Nach Kriegsende wurde Amend im Juni 1945 durch Soldaten der Roten Armee verhaftet und danach in den Speziallagern Fünfeichen und ab Herbst 1948 in Buchenwald interniert. Von Buchenwald wurde er im Januar 1950 in den britischen Sektor Berlins entlassen. Zunächst war er für anderthalb Jahre arbeitslos. Von Juli 1951 bis Ende Februar 1953 war er bei der Verwaltung der Zollfahndungsstelle in West-Berlin beschäftigt. Eine von ihm betriebene Wiedereinstellung in den kriminalpolizeilichen Dienst West-Berlins wurde 1952 abgelehnt. Im März 1953 wurde im Rahmen der Entnazifizierung ein Spruchkammerverfahren gegen ihn eingestellt. Ab Anfang März 1953 war er beim Bundeskriminalamt tätig, wo er erneut die Fahndungsabteilung leitete. Noch 1953 wurde er zum Regierungs- und Kriminalrat ernannt und Ende Januar 1963, kurz vor seiner Pensionierung, zum Regierungs- und Kriminaldirektor. Ende Dezember 1964 wurde er als Regierungskriminaldirektor in den Ruhestand verabschiedet.
Ende der 1960er Jahre wurde gegen Amend im Zuge des Sagan-Falls wegen des Verdachts auf Beihilfe zum Mord an 50 alliierten Fliegeroffizieren ermittelt. Der Nachweis, dass er von den 77 wiederergriffenen Offizieren auf Anordnung 50 zur Exekution ausgewählt habe, wurde nicht erbracht. Amend gab als den verantwortlichen Verfasser der Liste den bereits im Frühjahr 1945 hingerichteten Chef des RKPA Arthur Nebe an. Er selbst sei jedoch in die Fahndung involviert gewesen. Da bei Amend weder Heimtücke noch niedere Beweggründe erwiesen waren, stellte das Landgericht Berlin das Verfahren mit Beschluss vom 17. März 1971 ein.